# Будков, Владимир Данилович
Владимир Данилович Будков (1925 — ?) — советский шахтёр, лауреат Ленинской премии 1961 года.
Член КПСС с 1948 года.
В 1939—1944 гг. учился в Ровеньковском и Тульском горных техникумах.
С 1944 г. работал на шахтах трестов «Болоховуголь», затем «Калининуголь», с 1955 г. — начальник щитового участка шахты № 4. С 1958 г. — секретарь партбюро шахты № 4.
Его участок был одним из первых в тресте, где была применена щитовая крепь, успешно освоены щиты Щ — 52 , Щ — 54 , а затем 20-метровый щит «Мосбасс—1». По его предложению была улучшена гидравлическая система, внесены усовершенствования в узлы насосной станции, внедрены другие новшества. 
В 1961 г. в составе авторского коллектива удостоен Ленинской премии за участие в создании и внедрении в производство средств комплексной механизации очистных работ на шахтах Тульского экономического административного района.